# Partit Regionalista de Mallorca
Partit Regionalista de Mallorca (PRM) fou un partit polític fundat a Mallorca el desembre de 1930 com a Centre Regionalista per antics mauristes unit al Centre Autonomista de Mallorca, i que acceptà la direcció política de Francesc Cambó.
D'antuvi es mostrà contrari al caciquisme polític, intentà captar els vots de la dreta catòlica contra la coalició de conservadors i liberals de Joan March Ordinas i va obtenir 9.000 vots a les eleccions municipals de l'abril del 1931. Nogensmenys, a les eleccions generals espanyoles de 1933 i de 1936 formà part de les coalicions de dretes i fou elegit diputat el seu cap Bartomeu Fons i Jofre de Villegas. Fou dissolt després del triomf de la rebel·lió militar a Mallorca el 18 de juliol de 1936.